# Futaba
Futaba (jap. 双葉町 Futaba-machi) – miasto w Japonii, na wyspie Honsiu, w prefekturze Fukushima. 1 kwietnia 2020 faktyczna liczba mieszkańców miasta wynosiła zero, choć w 2017 roku oficjalnie zarejestrowana populacja wynosiła 6 093 w 2301 gospodarstwach domowych. Z powodu katastrofy elektrowni jądrowej Fukushima Nr 1 w marcu 2011 pozostaje bezludne.